# 4122 Ferrari
4122 Ferrari è un asteroide della fascia principale. Scoperto nel 1986, presenta un'orbita caratterizzata da un semiasse maggiore pari a 2,5569107 UA e da un'eccentricità di 0,0516704, inclinata di 13,44411° rispetto all'eclittica.
L'asteroide è dedicato all'imprenditore italiano Enzo Ferrari.